# Deutsches Architektenblatt
Das Deutsche Architektenblatt (DAB) ist die auflagenstärkste Fachzeitschrift für Architektur in Deutschland.

## Geschichte
Das Deutsche Architektenblatt (DAB) ist die offizielle Mitgliederzeitschrift der Bundesarchitektenkammer und der 16 Länderarchitektenkammern. Mit einer Auflage von rund 140.000 Exemplaren ist es die auflagenstärkste Fachzeitschrift für Architekten, Innenarchitekten, Landschafts- und Stadtplaner in Deutschland. Die Zeitschrift erscheint zehnmal jährlich und wird an alle eingetragenen Mitglieder der Architektenkammern verteilt. Die Redaktion hat ihren Sitz in Berlin, während die 16 Länderarchitektenkammern die Regionalteile betreuen.
Seit 2017 ist Dr. Brigitte Schultz Chefredakteurin.

## Themen
Das DAB informiert umfassend über das Architekturschaffen, mit einem Fokus auf die Arbeit der Entwerfenden und Planenden. Neben Entwurf, Planung und gebauten Projekten behandelt das Magazin Themen wie Bautechnik, Büroführung, Marketing, Architekten- und Baurecht sowie Berufspolitik. Weitere Schwerpunkte sind Bauprozesse, Materialkunde, Software, Innovationen, Forschung und Bildung. Es dient als Sprachrohr der Architektenschaft, unterstützt bei beruflichen Entscheidungen und beeinflusst das öffentliche sowie politische Umfeld im Sinne der Baukultur.

## Online-Ausgabe
Die Online-Ausgabe www.dabonline.de ist eine Informations- und Kommunikationsplattform.

## Weblink
- Website